# Musée maritime fluvial et portuaire de Rouen
Musée maritime fluvial et portuaire de Rouen (pol.: Muzeum morskie, rzeczne i portowe w Rouen) – muzeum poświęcone historii francuskiego portu Rouen, będącego jednym z największych portów Francji. Muzeum zostało otwarte w 1999 roku.

## Kolekcja
Główne działy prezentują:
- Historię portu, ze zdjęciami i częścią wystawy poświęconą zniszczeniom spowodowanym w trakcie II wojny światowej;
- Infrastrukturę portu i prace wykonane na Sekwanie, pozwalające wpływać do portu wielkim statkom;
- Statki żaglowe portu Rouen, z wystawą statków pływających do Nowej Kaledonii po nikiel;
- Flotę handlową, z wieloma modelami statków towarowych;
- Nawigację rzeczną;
- Budowę statków;
- Wielorybnictwo, ze szkieletem wieloryba;
- Historię eksploracji podmorskiej, z reprodukcją wnętrza Nautilusa Roberta Fultona;

W Muzeum znajdują się także statki rybackie i barki, zestaw do nurkowania i reprodukcja kabiny radiowej statku z lat 60. XX w.
Szkielet wieloryba (wypożyczony przez Museum d’histoire naturelle de Rouen (pol.: Muzeum historii naturalnej w Rouen)) jest wystawiony w centrum muzeum. Jest to szkielet siedmioletniego finwala.
W muzeum znajduje się także 38-metrowa barka rzeczna, zwana Pompon Rouge, która jest dostępna do zwiedzania.
Oprócz tego w muzeum istnieje wiele czasowych wystaw o różnorodnej tematyce, takich jak wystawa o moście gondolowym w Rouen lub wystawa o wikingach.